# Spomenik Rusalki
Spomenik Rusalki (estonsko Russalka mälestussammas) je bronast spomenik, ki ga je izdelal Amandus Adamson. Postavljen je bil 7. septembra 1902 v Kadriorgu v estonski prestolnici Talin (takrat del Ruskega imperija) v počastitev devete obletnice potopitve ruske vojne ladje Rusalka ali 'Morska deklica', ki se je potopila na poti na Finsko leta 1893. To je bil prvi spomenik v Estoniji, ki ga je izdelal estonski kipar. Spomenik prikazuje angela, ki drži pravoslavni križ v domnevni smeri brodoloma. Model za angela je bila kiparjeva gospodinja.
Leta 2005 je Eesti Post, nacionalno poštno podjetje, izdalo serijo poštnih znamk ob 150. obletnici kiparja Adamsona, na naslovnici pa je upodobljen spomenik Rusalki.

## Galerija
- Spomenik Rusalki v poletnem nebu
- Mornarji bojne ladje Rusalka
- Razgled iz parka Kadriorg
- Spomenik ponoči

## PotopRusalke
Rusalka je bila zgrajena v Sankt Peterburgu leta 1866/67 kot oklepna ladja za rusko carsko mornarico. Ime je dobila po Rusálki, ženskem 'vodnem duhu' ali 'sireni' v slovanski mitologiji.
Ladja je bila opremljena za obalno obrambo in je pripadala Baltski floti. Njena dolžina je bila 62,3 m, ugrez pa 3,3 m. Največja hitrost zelo ozke ladje je bila 9 vozlov.
Splavitev Rusalke se je zgodila 31. avgusta 1867. Leta 1869 je nasedla na skalo, a je nesrečo preživela brez človeških žrtev. Kasneje je bila Rusalka temeljito izboljšana in močno oklepljena. Menda je bila nepotopljiva.
Zjutraj 7. septembra (19. september 1893 po gregorijanskem koledarju) je Rusalka skupaj s topnjačo Tuča (rusko Туча) odplula iz pristanišča Reval (danes Talin) v Helsingfors (danes Helsinki). Potovanje naj bi se od tam nadaljevalo v Primorsk. Na morju je bil v Finskem zalivu močan veter in visoki valovi. Ko je Tuča prispela v pristanišče Helsinki, o Rusalki ni bilo sledu.
Šele 10. septembra je rusko pomorsko ministrstvo sporočilo, da Rusalke ni. Edini namig o potopljeni ladji je bil rešilni čoln, ki je pristal pri trdnjavi Sveaborg pri Helsingforsu in v katerem je bil mrtev mornar. 16. oktobra je bila iskalna akcija, v kateri je sodelovalo do 15 ladij, prekinjena brez rezultatov. Junija 1894 se je iskanje Rusalke nadaljevalo, tokrat s pomočjo balona, ki so ga vlekle ladje. To iskanje je bilo 15. avgusta 1894 prekinjeno in ladja je bila uradno razglašena za izgubljeno. Vzrok potopitve ladje v jesenskem neurju ostaja nejasen do danes. Med drugim obstajata dve teoriji: ena je, da je morska voda morda v ladjo vdrla skozi slabo zaprte lopute. Drugi pa sumi, da je bil dovod svežega zraka v kotel morda zaradi loput zmanjšan do te mere, da se je pogonska moč motorjev in s tem manevrska sposobnost ladje preveč zmanjšala.
Z ladjo se je potopilo 177 mornarjev. Razbitino Rusalke so odkrili šele julija 2003 med sonarnimi raziskavami morskega dna za plinovod Severni tok na globini 94 m na dnu Baltskega morja. Kraj nesreče je približno 25 km južno od Helsinkov. Ob odkritju je bila Rusalka v blatu s premcem, usmerjenim naprej, krmo pa kvišku proti morski gladini.

## Spomenik v Revalu (Talin)
Od leta 1899 naprej so sorodniki in prijatelji pogrešanih oseb vodili kampanjo za postavitev spomenika v spomin na potopitev ladje. Financirali so ga z zbiranji po vsej Rusiji. Gradbena dela so se začela leta 1901.
Leta 1902 je bil v okrožju Reval v Catharinenthalu (danes Kadriorg) odprt spomenik Rusalki za mornarje, ki so umrli v potopitvi Rusalke. Stoji skoraj neposredno na obali Baltskega morja. Sprehajališče vodi od spomenika neposredno do gradu Catharinenthal in njegovega parka.
Spomenik prikazuje angela, ki stoji na granitnem podstavku in v iztegnjeni desni roki drži pozlačen pravoslavni križ. Pokazal je na domnevno lokacijo potopitve ladje. Kip je prvo monumentalno delo estonskega kiparja Amandusa Adamsona (1855–1929), ki ga je verjetno navdihnila upodobitev Nike Samotraške.
Okoli vznožja spomenika je mogoče videti sidra in topove. Imena umrlih mornarjev je mogoče prebrati na ščitnih ploščah. Visoke luči uokvirjajo trg spomenika, ki je zdaj priljubljen kraj za rusko govoreče pare.